# Forte do Quebra Pratos
O Forte do Quebra-Pratos localizava-se à margem do rio Capibaribe, numa propriedade particular, provavelmente uma fazenda, cerca de seis quilômetros a Oeste das cidades do Recife e de Olinda, no atual estado de Pernambuco, no Brasil.

## História
Há incerteza na historiografia quanto à existência e localização desta fortificação, que teria existido anteriormente à segunda das Invasões holandesas do Brasil (1630-1654). É mencionada por SOUZA (1885:86), seguido por GARRIDO (1940:67) e por BARRETTO (1958:150), que a seu turno informa que esta estrutura seria a fortificação primitiva que existia no Arraial Velho do Bom Jesus.